# Il Shin

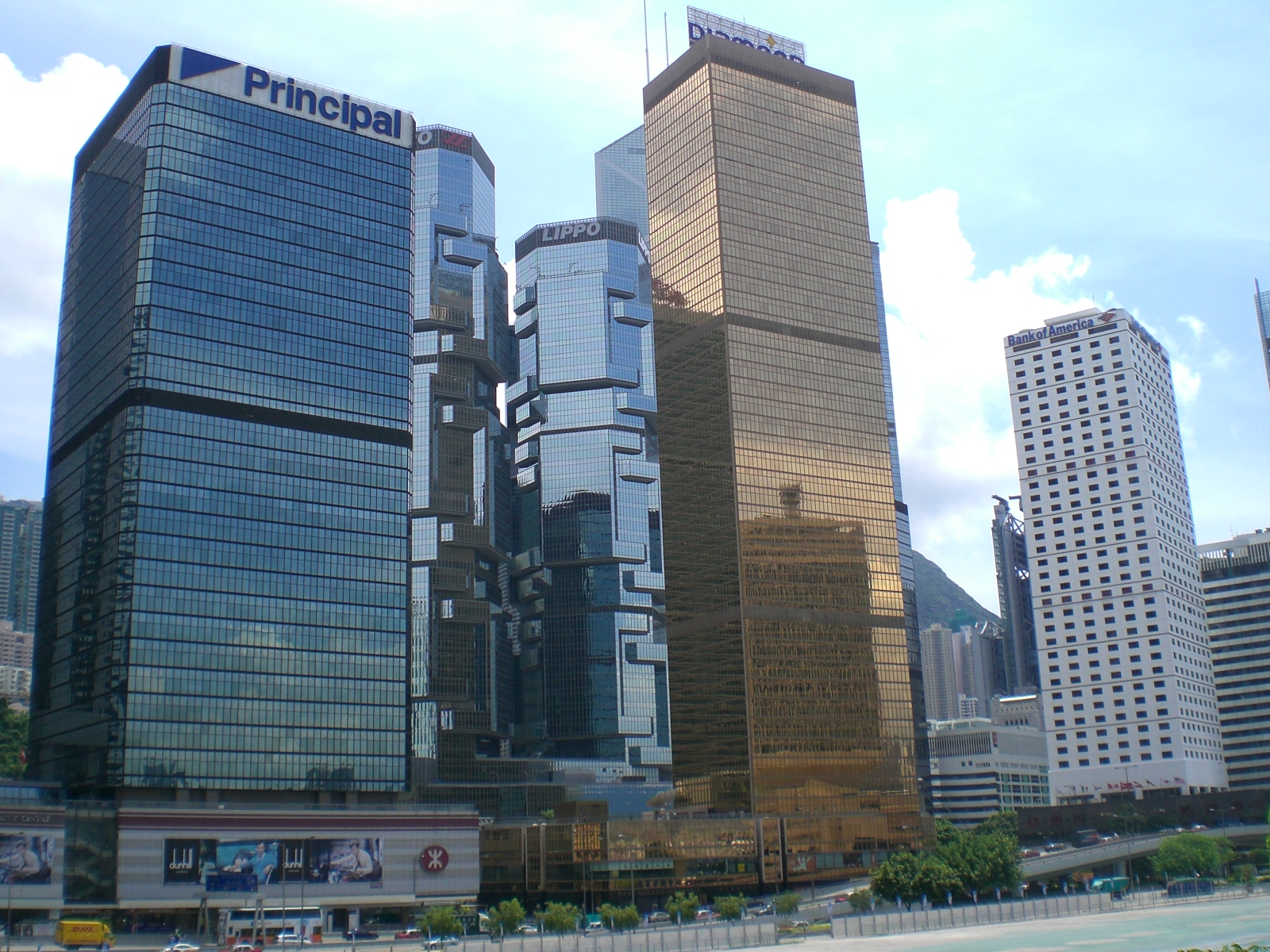
À gauche, la tour II de l'Admiralty Centre, siège de Il Shin, au dessus de la station de métro de l'Admiralty, près du Far East Financial Centre et non loin de tour de la Bank of America (à droite), ici en juin 2007.

Il Shin peut désigner deux entités commerciales liées et dirigées par la même personne au moins de 2004 à 2021 : Il Shin CPA Limited (parfois dite ISCPA, enregistrée sous le no 1101622) et Il Shin Corporate Consulting Limited,. Il s'agir d'un groupe d'experts comptables certifiés. Ces deux sociétés ont été créées à Hong Kong par un cabinet comptable coréen.
Selon le registre des sociétés de Hong Kong, Il Shin Corporate Consulting Limited a été créée le 30 juin 2004 en tant que Société en commandite par actions (Private company limited by shares) sous le numéro d'enregistrement 0909379.
En 2021, Il Shin dont le siège est basé à Hong Kong (Admiralty Centre Shopping Arcade) est actif à Hong Kong, en Chine et au Vietnam, via trois filiales et bureaux : 
1. Il Shin Vietnam, basée à Hanoï ;
2. Il Shin Hong Kong, basée à Hong Kong ;
3. Il Shin Chine, basée en Chine, à Shanghai, Chongqing et Xi'an.

Le groupe comporte un cabinet d'experts comptables créé en 2004, dirigé en 2021 par Edmund Wong. Il compte en son sein un pool de 150 experts multinationaux au service de clients principalement coréens. Ces experts sont Certified Public Accountants (CPA, une certification légalement obligatoire, ou son équivalent, pour pouvoir être auditeur statutaire dans un certain nombre de juridictions telles que les États-Unis, Hong Kong, la Chine continentale, Taiwan, Macao, le Japon, le Corée, , etc.).
Jusqu'alors discrète et inconnue du grand public, cette société a été mise en lumière en octobre 2021 par la divulgation par de nombreux médias des premiers résultats de l'enquête sur les Pandora Papers. Il Shin est l'une des 14 sources de documents utilisés par l'ICIJ pour son enquête collaborative internationales.[réf. nécessaire]

## Gouvernance
En 2021, Charles Chan-Su Kim, dit Charles Kim (김찬수), expert-comptable et diplômé de premier cycle de l'Université Yonsei, est PDG depuis novembre 2004 à la fois d'Il Shin Corporate Consulting Limited et d'Il Shin CPA Limited, mais il a aussi dirigé Cowell Holdings Inc. du 10 mars 2015 au 5 février 2021 et Times Universal Group Holdings Limited de 16 septembre 2004 au 7 janvier 2013.
Charles Kim est membre de l'American Institute of Certified Public Accountants et du Hong Kong Institute of Certified Public Accountants, deux entités de certification d'experts comptables. Il a été Senior Manager chez Samil Pricewaterhouse Coopers Accounting Corp.

## Présentation, services offerts
L'entreprise affirme sur son site internet être spécialisée dans le conseil et les services en matière de fiscalité, comptabilité (audit, diligence raisonnable et certification, « assistance pour les registres comptables et la gestion des livres comptables » , etc.), propriété intellectuelle et conseils financiers, pour le compte de clients allant du simple particulier aux sociététs multinationales en passant par les start-ups, pour des clients souhaitant créer des entreprises à Hong Kong que la société présente comme une juridiction aux « caractéristiques régionales et fiscales uniques ». L'offre de services comprend aussi l'« externalisation de la gestion des ressources humaines et le soutien aux expatriés » et la « relocalisation des actifs et des ressources humaines »).
Il Shin se présente comme répondant à une attente des clients de disposer d'alternatives moins chères dans le contexte de la « concurrence féroce entre les "Big Four" du conseil aux entreprises, à savoir Deloitte Touche Tohmatsu, Ernst & Young (EY), KPMG et PricewaterhouseCoopers (PwC), et les cabinets comptables locaux ». Ces client sont variés (« fabrication, commerce, logistique, investisseurs immobiliers, secteurs financiers, construction, vente au détail, chimie, divertissement, logiciels, commerce électronique, agents de voyages,  , etc. »).
Il Shin assure une veille et des analyses « sur l'impact des changements de systèmes comptables et fiscaux sur les entreprises des principaux marchés tels que Hong Kong, la Chine et le Vietnam » pour aider ses clients à y progresser avec succès. Il Shin souhaite répondre à leurs besoins d'« expansion régionale vers des bastions asiatiques tels que Singapour, l'Indonésie et l'Inde » ainsi qu'à d'autres besoins (dont « améliorer l'image de marque ».
Une ordonnance régissant les sociétés de Hong Kong implique qu'il y soit nommé un secrétaire pour chaque société présente dans le pays ou pour toute société spécialisée disposant d'un « lieu d'affaires » réel à Hong Kong. Il Shin propose d'aider ses clients à se conformer aux lois commerciales et fiscales de la juridiction, ainsi qu'aux particularités des systèmes d'investissement coréens et Hongkongais. Il Shin propose aussi des « conseils sur l'installation des employés en mobilité mondiale ainsi que leur déclaration fiscale ».
L'entreprise se dit affiliée au Hong Kong Institute of Certified Public Accountants (HKICPA), lui-même affilié à la Fédération internationale des comptables.

## Pandora Papers
L'enquête collaborative entamée en 2019 par le Consortium international des journalistes d'investigation (ICIJ) et publiée en octobre 2021 s'est notamment basée sur des documents provenant d'Il Shin, l'autre source principale de documents basée en Asie étant Asiaciti Trust Asia Limited. Sur un total de 11,9 millions de documents des Pandora Papers provenant de 14 bureaux d'avocats d'affaires offshore, une partie significative (1 575 840 documents) provenaient d'Il Shin.

La somme des documents des 14 cabinets spécialisés a confirmé l'existence continue de systèmes de fraude et d'évasion fiscale à une très large échelle depuis au moins 20 ans et impliquant notamment plusieurs milliers de personnalités politiques, personnalités religieuses, personnages publics et monarques : trois cents responsables publics, trente-cinq chefs d’État (dont certains populistes ayant juré de combattre la corruption) ainsi que cent trente milliardaires directement mis en cause.

## Autres sociétés dénommées Il Shin à Hong Kong
Outre Il Shin CPA Limited (n° 0909379, créée le 30 juin 2004 encore active en 2021) et sa filiale Il Shin Corporate Consulting Limited, les sociétés suivantes ont été créées et déclarées : 
| Nom                                   | n° enregistrement | état (Active/dissoute)                                                                                          |
| ------------------------------------- | ----------------- | --- |
| Il Shin (H.K.) Limited                | n° 0779666        | créée le 17 décembre 2001 et dissoute ; radiée le 10 octobre 2003, après 19 ans, 9 mois et 26 jours d'existence |
| Il Shin Trading Limited               | n° 0877734        | créée le 05 janvier 2004 et dissoute par radiation le 17 avril 2015                                             |
| Il Shin CPA Limited                   | n° 1101622        | créée le 11 janvier 2007 et encore active en 2021                                                               |
| Il Shin Global Limited                | n° 2846985        | créée le 02 juillet 2019 et encore active en 2021                                                               |
| Il Shin International Company Limited | n° 0497618        | créée le 17 November 1994 et encore active en 2021                                                              |
| Il Shin Textile (H.K.) Limited        | n° 0697050        | créée le 06 décembre 1999 et dissoute ; radiée le 21 janvier 2005, après 21 ans 10 mois, et 6 jours d'existence |

## Réseau
Selon DataLead (au 10 octobre 2021), Il Shin Corporate Consulting Limited dispose de 8 employés dont deux directeurs : Ji Park et Stanley Chen ; elle est notamment liée à :
- True Financial Training Academy Limited ;
- Louis Lai & Luk Cpa Limited ;
- Proxy Management Consultants Limited ;
- Cornerstone Management Group ;
- Aron Best Accountancy & Secretarial Co., Ltd. ;
- Fastlane Group ;
- Briscoe Wong ;
- Roger Kam & Co.

#### Scandales mondiaux via paradis fiscaux
- évasion fiscale
- blanchiment d’argent :
- Affaire des évadés fiscaux (2013) dont Affaire Cahuzac
- Offshore Leaks (2013)
- Luxembourg Leaks (2014)
- Football_Leaks (2015)
- SwissLeaks (2015)
- Bahamas Leaks (2016)
- Panama Papers (2016)
- Malta Files (2017)
- Paradise Papers (2017
- Mauritius Leaks (2019)
- FinCEN Files (2020)
- OpenLux (2021)
- Pandora Papers (2021)